# Ko Sliggers
Ko Sliggers (Bloemendaal, 1952 - 2022) was een Nederlands grafisch-, tentoonstellings- en letterontwerper, schrijver en kok.

## Leven en werk
Sliggers studeerde grafisch en ruimtelijk ontwerpen aan de Academie voor Beeldende Kunsten Sint-Joost in Breda, waar hij in 1979 cum laude afstudeerde.
Na zijn afstuderen vervulde een sleutelpositie bij Studio Dumbar van 1979 tot 1981. Begin jaren 1990 werkte hij fulltime als kok bij Dudok en Loos in Rotterdam, Albergo Vittoria Monte Spluga in Italië en Manoir de Tarperon in Aignay le Duc in de Bourgogne.
Van 1997 tot 1999 werkte hij samen met Anthon Beeke aan onder andere jaarverslagen voor KPN en de TNT Post-groep en het Holland Festival ’97. In 2002 vestigde hij zich als zelfstandig ontwerper in Lalleweer in Noordoost-Groningen. Hier werd ook de letteruitgeverij Dutchfonts gesticht waaronder hij zijn lettertypen ontwikkelde en uitgaf op een eigen website.
Sliggers was van 2003 tot 2007 naast zijn eigen ontwerppraktijk actief op Academie Minerva in Groningen als leider van Academie Minerva Projectburo (AMP/R).
In 2014 won Sliggers in Nederland de verkiezing van het Kookboek van het Jaar met zijn boek Koken tussen vulkanen.

## Werk

### Studio Dumbar
Bij Studio Dumbar van 1979 tot 1981 leverde Sliggers een bijdrage aan de zogenaamde ‘Dumbar-stijl’. Dat was een hoofdzakelijk schreefloos typografisch idioom (News Gothic), gebaseerd op een gefingeerde geometrische opzet waarin onderscheiden elementen zich aan de randen van het veld ophouden. Beeldend aangevuld met anarchistische papier-maché-, proppen- en scheursculpturen van Gert Dumbar.
Sliggers werkte er aan grote huisstijlprojecten van onder andere de PTT en de ANWB en maakte affiches en catalogi voor het Rijksmuseum in Amsterdam.

### Zelfstandig ontwerper
Als zelfstandig ontwerper werkte hij vervolgens voor verschillende theatergroepen (Rotterdams Theater Coöperatief, Theater ’80, Theater Persona, Griftheater, Frascati), musea (Frans Halsmuseum, Teylersmuseum) en uitgeverijen. Daarnaast werkte hij parttime aan leaders en stationcalls voor de NOS (Nederland ‘C’ van Hans Keller 1984), werkte samen met Jan van Toorn aan de permanente tentoonstelling over de Deltawerken op Neeltje Jans (1985–1986) en gaf op diverse kunstacademies les in ruimtelijk ontwerpen.
Zijn werk werd onder andere tentoongesteld in Museum Fodor en het Stedelijk Museum in Amsterdam, De Beyerd in Breda en op affiche-biënnales in Finland, Frankrijk, Polen en Japan en tevens opgenomen in reizende affichetentoonstellingen van de overheid, Roadshow Dutch Graphic Design 1990-2000 en ‘Dutch Posters 1960-1996’. Het ontwerp archief van Sliggers (1978 tot en met 2007) werd door het Nago ontsloten en ondergebracht bij de Bijzondere Collecties van de Universiteit van Amsterdam.